# Birchler (Familie)

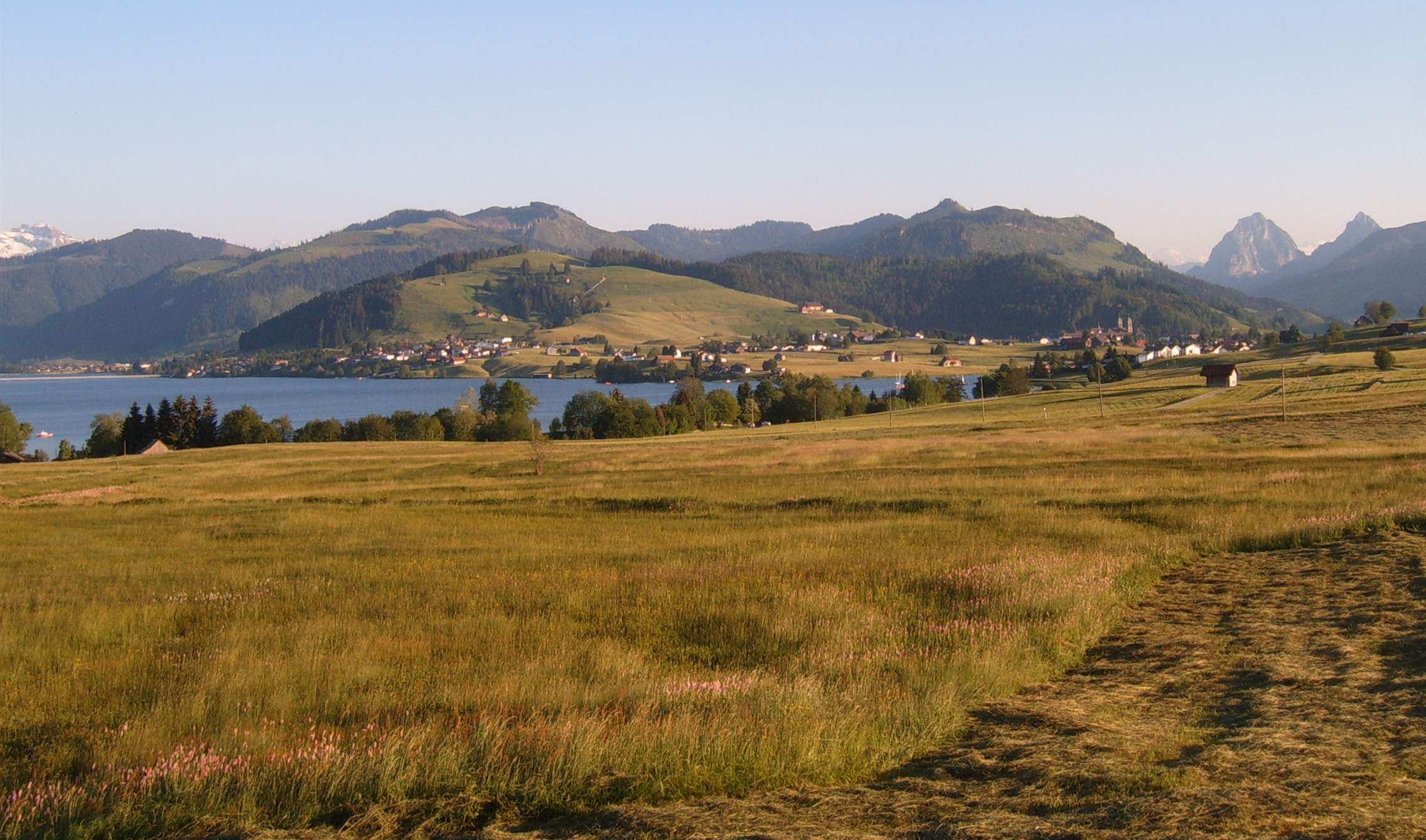
Birchli, rechts Einsiedeln mit Mythen im Hintergrund

Die Birchler sind ein altes Einsiedler Waldleutegeschlecht, das noch heute in Einsiedeln heimatberechtigt ist. Herkunft und Name gehen auf die Flurbezeichnung Birchli bei Einsiedeln zurück.

## Familienwappen

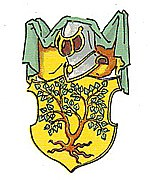
Wappen der Birchlers (ca. 15. Jh.)

Die älteste Wappenvorlage ist ein grünes Wachssiegel mit blossem Schilde des Vogtes Hans Birchler aus dem Jahre 1497. Ebenso ist das Wappen auf der Einsiedler Gerichtsscheibe von 1592 dargestellt. Das Wappen zeigt auf einer goldenen Tartsche eine entwurzelte Birke. Auf dem oberen Schildrand ruht ein mittelalterlicher Topfhelm mit grün- und goldener Helmdecke. Zu beachten ist das um den Helm gelegte Halskleinod.
Das heute gebräuchliche Wappen beruht auf dem Siegelabdruck eines Empfehlungsschreibens des Josef Remigius Birchler vom 21. September 1818. Es zeigt in Blau eine entwurzelte grüne Birke mit gelbem Stamm.

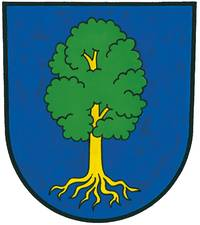
Wappen der Birchlers (ca. 19. Jh.)

## Geschichte
Die Birchler zählen zu den mittelalterlichen Einsiedler Geschlechtern und werden im Urbar des Klosters Einsiedeln von 1331 erstmals erwähnt. Die im Urbar bezeichneten Bertschi zem Birchlin und Uli under Birchlin weisen auf die wohnortsbezogene Namensentstehung des Geschlechtes hin, welches in der damals von Birken bewachsenen Gegend des heutigen Birchli ansässig war.
Im Jahre 934 brach Eberhard, Dompropst zu Strassburg, mit Mensch und Material von Strassburg auf, um an der Stelle von Meinrads Klause im Finstern Wald das Kloster Einsiedeln zu errichten. Es wird vermutet, dass die Ursprünge der ersten Birchler auf diese Elsässischen Siedler zurückzuführen sind. Unglücklicherweise fiel das Klosterarchiv jedoch 1029 und 1226 Bränden zum Opfer, wobei jegliche Hinweise auf Birchler vor 1331 verloren gingen.
Die Birchler waren im 19. und 20. Jh. auf Bezirks- und Kantonsebene politisch aktiv, u. a. als Stifts- bzw. Bezirksamtmänner sowie im Kantons- und Regierungsrat des Kantons Schwyz.
Adelrich (* 25. Februar 1808 Einsiedeln, † 6. März 1849 Einsiedeln), war Arzt, ab 1835 Bezirksrat, 1836–38, 1840–42 und 1847–49 Bezirksammann, 1840–49 Schwyzer Gross- bzw. Kantonsrat. Er starb während der Pockenepidemie 1849, als er sich für die Kranken einsetzte. Auf dem Friedhof in Einsiedeln wurde ihm ein Denkmal gesetzt.
Karl (* 18. November 1835 Einsiedeln, † 4. September 1909 Luzern), Sohn des Adelrich, besuchte das Gymnasium Stiftsschule Einsiedeln, war Medizinstudent in Tübingen, Würzburg, Wien und Prag. Ab 1859 waltete er als Arzt in Einsiedeln und Gastwirt zur Sonne. Längere Zeit war er zudem Redaktor des "Einsiedler Anzeigers". Seine politische Karriere beinhalteten Einsitz im Bezirksrat, 1864, 1868, 1872 und 1878 als Bezirksammann, 1864–74 und 1876–98 Schwyzer Kantonsrat (Präsident 1870/71), 1880–98 liberaler Regierungsrat (Justizdep.), 1884–86 Landammann. Er war Mitinitiant der Wädenswil-Einsiedeln-Bahn, deren Verwaltungsrat er viele Jahre angehörte.
Meinrad gründete 1861 in Reichenburg SZ eine Fabrik zur Herstellung von Polsterwatte mittels Wasserkraft auf zwei Kardiermaschinen. Der Erfolg ließ eine Ausweitung auf ein Angebot von Matratzenwolle sowie geleimter und ungeleimter Baumwollwatte zu. Karl (* 1900, † 1987) und seine Söhne Herbert und Manfred machten den Matratzenhersteller BICO Birchler & Co. AG ab 1961 zum gesamtschweizerisch führenden Unternehmen. 1988 verkauften seine Söhne Herbert und Manfred die BICO Birchler & Co AG an die Merkur AG.
Verschiedene Birchler waren und sind bildende Künstler:
Linus (* 24. April 1893 Einsiedeln, † 2. Januar 1967 Männedorf) leistete Pionierarbeit auf dem Gebiet der Kunstdenkmäler-Inventarisation. Nach dem Gymnasium Einsiedeln studierte er zuerst Rechtswissenschaften in Zürich und begann dann mit dem Studium der Kunstgeschichte, in welchem er 1924 promovierte. Er spezialisierte sich auf den Gebieten des Frühmittelalters und des Barock in der Schweiz. Er war Initiant der Wiederaufführung der geistlichen Spiele („Welttheater“ ab 1924) in Einsiedeln. 1927–35 war er Redaktor der „Kunstdenkmäler“-Bände des Kanton Schwyz und Zug und als solcher ein Pionier der Kunstdenkmäler-Inventarisation. 1934–61 wirkte er als Professor für Baugeschichte und Allgemeine Kunstgeschichte an der ETH Zürich. 1942–63 war er Präsident der Eidgenössischen Kommission für Denkmalpflege. 1962 erhielt er den Innerschweizer Kulturpreis. Zudem wirkte er als Wissenschaftlicher Leiter und Berater bei der Restauration vieler Kunstdenkmäler mit (u. a. Kloster St. Johannes Baptista in Müstair, Kirche St. Justus in Flums, Pfarrkirche St. Johannes Baptista in Bernhardzell).
Alexander (* 1962 Baden AG) lebt heute in Austin, TX. Er besuchte unter anderem die Schule für Gestaltung in Basel (1983–87), die University of Art and Design in Helsinki (1985),  das Nova Scotia College of Art and Design in Halifax (1990–92) wo er mit einem 'Master of Fine Arts' graduierte, 1990–92 hatte er einen Lehrauftrag der Universität Zürich inne und seit 2004 ist er an der Core Faculty, Milton Avery Graduate School of the Arts, Bard College, New York tätig. Seit 1990 arbeitet er mit Teresa Hubbard zusammen. Ihre Werke wurden auf zahlreichen Biennalen, darunter die Biennale von Venedig (1999), die Busan Biennale (2008) oder Liverpool Biennale (2008) und in Ausstellungshäusern wie dem Hirshhorn Museum and Sculpture Garden in Washington D.C., dem Museum für Gegenwartskunst, Kunstmuseum Basel, dem Hamburger Bahnhof, Museum für Gegenwart, Berlin, der Pinakothek der Moderne in München, dem Whitney Museum in New York, dem Mori Museum in Tokyo oder der Reina Sofia in Madrid gezeigt.

## Bekannte Familienmitglieder
- Hans Birchler, Vogt zu Einsiedeln († 16. Jh.)
- Remigius Birchler, Bildhauer († 18. Jh.)
- Meinrad Birchler, Gründer der Birchler & Co, Reichenburg anno 1861 († 1919)
- Ernest Guillaume Constant Birchler, französischer General († 1934)
- Linus Birchler, Kunsthistoriker (1893–1967)
- Urs Birchler, Direktor des Inselspitals Bern; ehem. Regierungsrat des Kantons Zug
- Urs W. Birchler, Professor am Bankeninstitut der Universität Zürich.
- Martin Birchler, Ratschreiber des Kantons Appenzell Ausserrhoden
- Christof Birchler, Skispringer
- Tobias Birchler (* 1997), Schweizer Skispringer